# Glypta nigrina
Glypta nigrina är en stekelart som beskrevs av Desvignes 1856. Glypta nigrina ingår i släktet Glypta och familjen brokparasitsteklar. Arten är reproducerande i Sverige.

## Underarter
Arten delas in i följande underarter:
- G. n. rufigaster
- G. n. rufotrochanterata